# Rana tavasensis
Espèce
Synonymes
- Rana macrocnemis tavasensis Baran & Atatür, 1986

Statut de conservation UICN

 EN B1ab(iii)+2ab(iii) : En danger
Rana tavasensis est une espèce d'amphibiens de la famille des Ranidae.

## Répartition
Cette espèce est endémique de Turquie. Elle se rencontre vers 1 650 m d'altitude dans les provinces d'Antalya, de Burdur, de Muğla, de Denizli et d'Aydın,.

## Étymologie
Son nom d'espèce, composé de tavas et du suffixe latin -ensis, « qui vit dans, qui habite », lui a été donné en référence au lieu de sa découverte, la ville de Tavas dans la province de Denizli.

## Publication originale
- Baran & Atatür, 1986 : A taxonomical survey of the mountain frogs of Anatolia. Amphibia-Reptilia, vol. 7, p. 115-133.